# Gaudeamus igitur (film)
Gaudeamus igitur este un film românesc din 1965 regizat de Gheorghe Vitanidis. Rolurile principale au fost interpretate de actorii Șerban Cantacuzino, Sebastian Papaiani și Ileana Dunăreanu.

## Distribuție
- Șerban Cantacuzino — Emil Șerban, candidat la Fac. de Fizică
- Sebastian Papaiani — Mihai Gliga, candidat la Fac. de Fizică
- Ileana Dunăreanu — Ioana Mureșan, candidată la Fac. de Filologie
- Irina Gărdescu — Pia, candidată la Fac. de Agronomie
- Dem Rădulescu — Spirea, un bișnițar cu aere de intelectual
- Ilie Petre — Valeriu Pascu, candidat la Fac. de Fizică, un băiat timid
- Ștefan Iordache — Teo, un student din anii mai mari
- Dan Ionescu — profesorul examinator de la Fac. de Fizică
- Ligia Moga — Zoe, amica lui Spirea
- Ana Széles — candidată la Fac. de Filologie, învățătoare
- Horia Pușcașu
- Maria Cupcea
- Alexandru Marius
- Olimpia Arghir
- Magda Tîlvan
- Constantin Guriță
- Ion Tîlvan
- Haralambie Polizu — profesorul care-și susține foștii elevi
- Marieta Rareș — mama unei candidate
- Octavian Cosmuță
- Melania Ursu
- Marin Aurelian
- Hamdi Cerchez — candidat la Inst. Pedagogic, corector la o tipografie
- Ion Pela
- Tănase Cazimir — tatăl unui candidat
- Octavian Teucă
- Gabriela Iacobescu — candidată la Fac. de Filologie
- Doina Harnagea
- Emilia Hodiș
- Mihail Lapteș
- Titus Croitoru
- Anișoara Potoroacă

## Primire
Filmul a fost vizionat de 2.414.883 de spectatori în cinematografele din România, după cum atestă o situație a numărului de spectatori înregistrat de filmele românești de la data premierei și până la data de 31 decembrie 2014 alcătuită de Centrul Național al Cinematografiei.